# روبرت توماس (مبشر)
روبرت توماس (بالإنجليزية: Robert Jermain Thomas)‏ (و. 1840 – 1866 م) هو مبشر ويلزي، توفي في كوريا، عن عمر يناهز 26 عاماً.

## التعليم
تعلم في جامعة لندن
.